# St. Klara (Nürnberg)

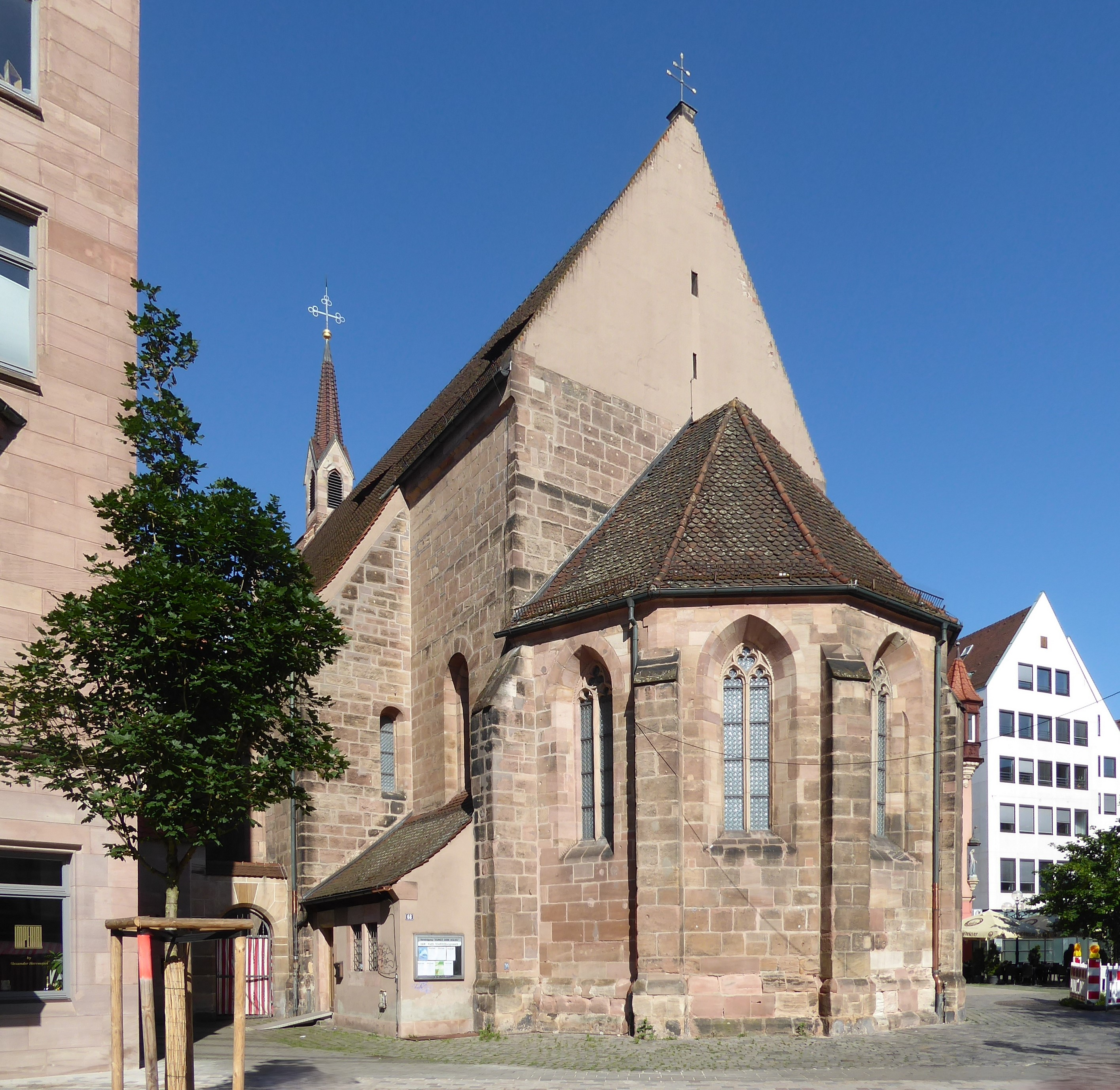
Die Klarakirche von Südosten mit polygonaler Apsis

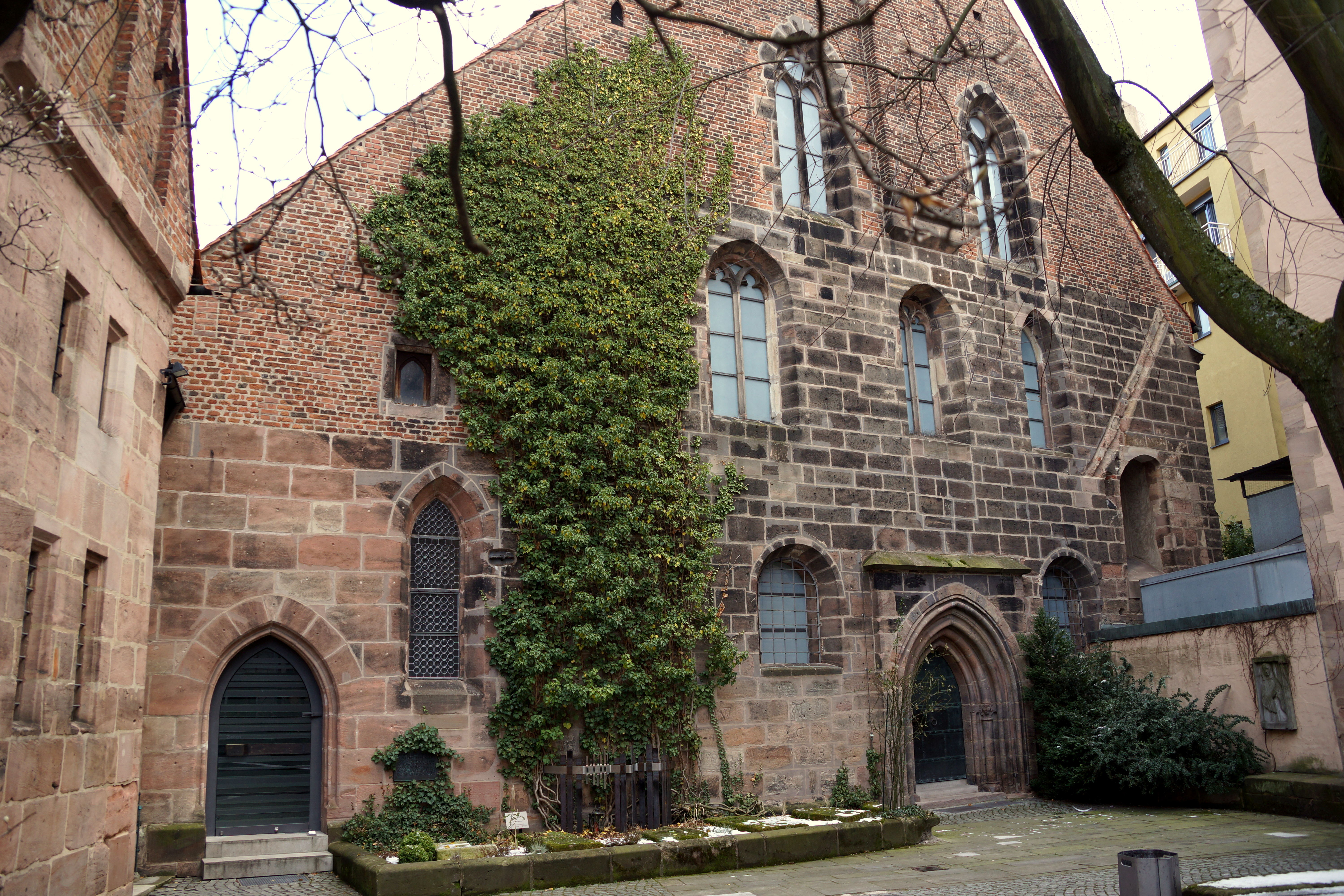
Westfassade der Nürnberger Klarakirche

St. Klara ist eine römisch-katholische Kirche in der Altstadt von Nürnberg. Das Gebäude steht im Stadtteil Altstadt, St. Lorenz an der Königstraße zwischen Lorenzkirche und Frauentor. Der im Jahr 1270 begonnene Bau ist eines der ältesten erhaltenen Sakralgebäude der Stadt und diente zunächst als Gotteshaus des Klarissenklosters. Im Zuge der Reformation wurde das Kloster aufgelöst und die Kirche ab 1574 als evangelische Predigtkirche genutzt. Nachdem Nürnberg im Jahr 1806 an Bayern gefallen war, profanierte man das Gebäude. Seit 1854 ist es wieder eine katholische Kirche. Im Zweiten Weltkrieg wurde die Kirche bei einem Bombenangriff schwer beschädigt, in der Nachkriegszeit baute man sie in ihrer vorherigen Gestalt wieder auf. 1979 ging das Kirchenrektorat an die Jesuiten über. Seit 1996 ist St. Klara Offene Kirche mit einem breit gefächerten spirituellen und kulturellen Angebot.

## Geschichte

### 1274 bis 1574: Klosterkirche
Eine Kirche im Zusammenhang mit dem späteren Klarissenkloster (damals noch ein Konvent von Magdalenerinnen) ist erstmals in einer Schenkungsurkunde aus dem Jahr 1246 erwähnt. Um 1270 begannen Bauarbeiten für ein neues Kirchengebäude, an denen auch Arbeiter der Bauhütte von St. Sebald beteiligt waren. Am 10. September 1274 weihte der Bamberger Bischof Berthold von Leiningen Hauptaltar und Chor der heiligen Maria Magdalena. Das Langhaus der Kirche wurde im Wesentlichen vom Vorgängerbau übernommen, die neue Apsis daran angebaut. An der Westseite des Langhauses war ein zweistöckiger Nonnenchor eingebaut. Es handelte sich hierbei um ein Oratorium, das vom öffentlich zugänglichen Teil des Kirchenraumes abgegrenzt war und den Nonnen für ihre Gottesdienste und sonstigen sakralen Handlungen zur Verfügung stand. Der untere, ebenerdige Teil des Nonnenchores wurde als Gruftkirche genutzt.
Im Jahr der Chorweihe hob das 2. Konzil von Lyon alle Bettelorden auf, die nach 1215 gegründet worden waren, somit auch den Orden der Magdalenerinnen, zu dem der Konvent bis dahin gehört hatte. Deswegen ersuchte die damalige Priorin um Aufnahme des Klosters in den Klarissenorden. Diese wurde auf Anweisung von Papst Nikolaus III. am 29. Januar 1279 durch den Bischof Berthold von Leiningen vollzogen und die Kirche erhielt das Patrozinium der Klara von Assisi.
Nach weiteren Bauarbeiten an Kirche und Kloster erfolgte 1339 die Weihe der Kirche und des östlich von ihr gelegenen Kirchhofs (Friedhof für Laien, die nicht zur Klostergemeinschaft gehörten), auch der Kreuzgang und der westlich von der Kirche gelegene Friedhof des Klosters wurden geweiht.
In der ersten Hälfte des 15. Jahrhunderts fand ein Ausbau statt. Der Nonnenchor wurde umgestaltet; den unteren Teil verlegte man in eine an der Nordseite des Langhauses angebaute Kapelle (die heutige Caritas-Pirckheimer-Kapelle), der obere Teil wurde abgerissen und in größeren Ausmaßen neu errichtet, zu seiner Beleuchtung wurden neue, gotische Fenster mit Maßwerk in die Westfassade eingebaut. Da durch den Wegfall des unteren Nonnenchores das gesamte Langhaus für die Öffentlichkeit zugänglich war, wurde das in den Kreuzgang des Klosters führende Westportal der Kirche vermauert.
An der Nordwand wurde zusätzlich zur Kapelle noch eine Sakristei (1434) angebaut. Auch der Silberturm, neben der Kirche das einzige noch erhaltene Bauwerk des Klosters, entstand in dieser Zeit. Bei ihm handelt es sich um ein zweigeschossiges Türmchen mit rechteckiger Grundfläche und Satteldach, das westlich an die Kapelle angebaut ist.
Außerdem wurde das Chorjoch im Äußeren auf die Höhe des Langhauses angehoben und beide Gebäudeteile unter einem Satteldach vereinigt. Die bisherigen romanischen Rundbogenfenster wurden im Zuge der Bauarbeiten zu gotischen Spitzbogenfenstern mit Maßwerk umgebaut.
Nach der Reformation 1525 wuchs der Druck der Stadt Nürnberg auf den Konvent, das Kloster aufzulösen und sich dem lutherischen Bekenntnis anzuschließen. Unter der Äbtissin Caritas Pirckheimer konnte man sich zwar gegen eine sofortige Schließung wehren, jedoch durften keine Novizinnen mehr aufgenommen werden, so dass das Kloster mit dem Tod der letzten Nonne 1596 aufgelöst wurde.

### 1574 bis 1806: Protestantische Predigtkirche

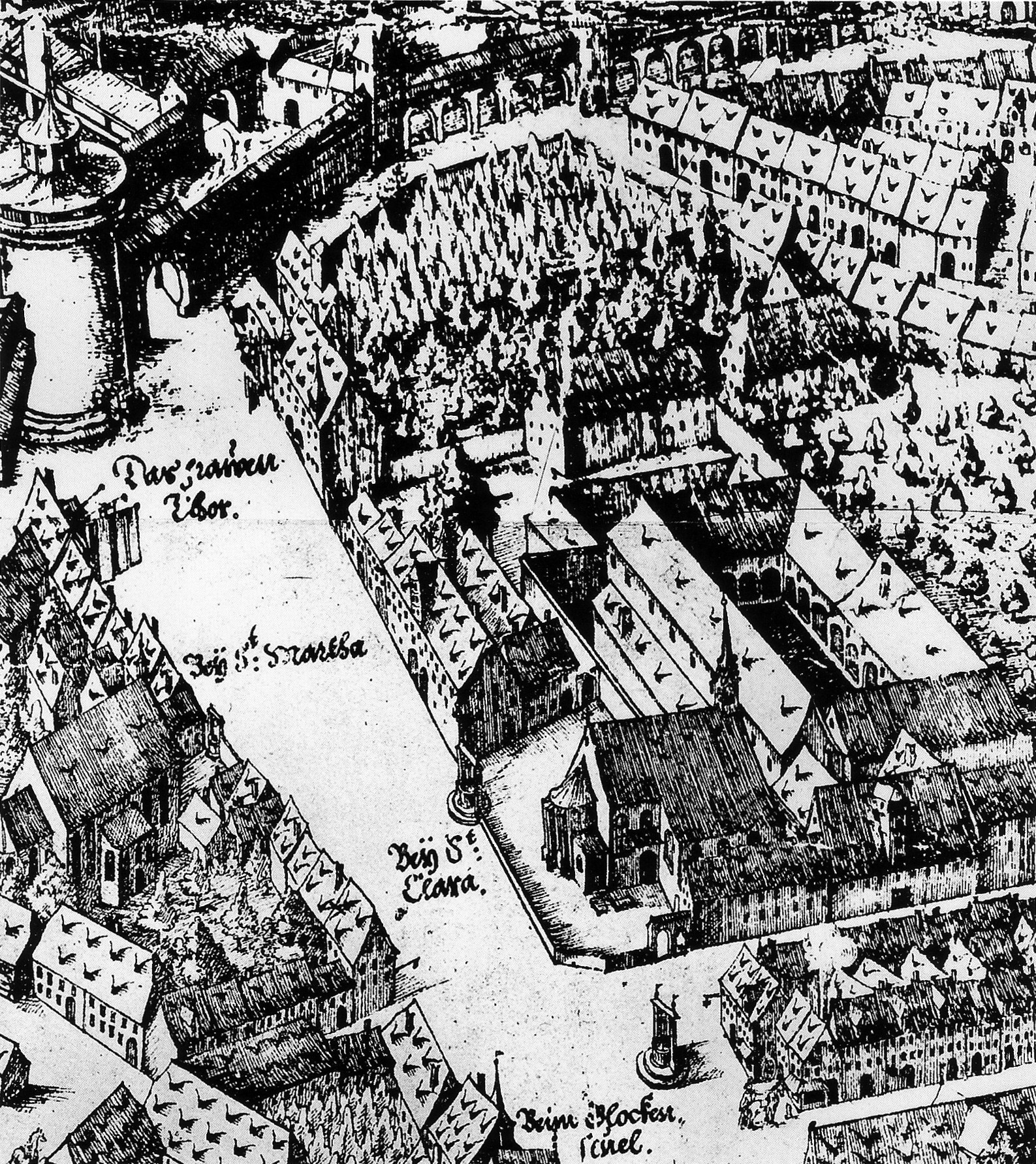
Klostergebäude und Klarakirche zu Beginn des 17. Jahrhunderts (Ausschnitt aus dem Braunschen Prospekt von 1608), Die abgebildete Straße trägt seit 1810 den Namen Königstraße; links der Frauentorturm

St. Klara war infolgedessen in den Besitz der Stadt Nürnberg übergegangen und wurde bereits ab 1574 als evangelische Predigtkirche benutzt. Dafür wurden Veränderungen am Gebäude vorgenommen, die jedoch aus der heutigen Gestalt der Kirche nicht mehr ersichtlich sind. Unter anderem wurde eine Kanzel eingebaut. Der Universalgelehrte Christoph Gottlieb von Murr schreibt zu den Baumaßnahmen in seiner Beschreibung der vornehmsten Merkwürdigkeiten in des H.R. freyen Stadt Nürnberg von 1778 ohne weitere Erläuterung, die Kirche sei „inwendig 1574 verändert“ worden.
Im Jahr 1701 wurde die Kirche renoviert, bei dieser Gelegenheit wurde eine Empore an der Nordseite eingebaut, zu der man auch über eine Treppe an der Außenwand Zugang hatte. Empore und Treppe wurden Anfang des 19. Jahrhunderts wieder abgerissen.

### 1806 bis 1854: Profane Nutzung
Im Jahr 1806 wurde die Reichsstadt Nürnberg aufgelöst und fiel an das Königreich Bayern. Infolgedessen wurde das Gebäude profaniert. Man nutzte es hauptsächlich als Lager für die Waren von Kaufleuten, später wurden dort auch Verkaufs-Messen veranstaltet, bei denen die Nürnberger Industrie ihre Produkte vorstellte. Nach 1848 wurden kurzfristig auch militärische Güter dort gelagert.

### 1854 bis heute: Katholische Kirche

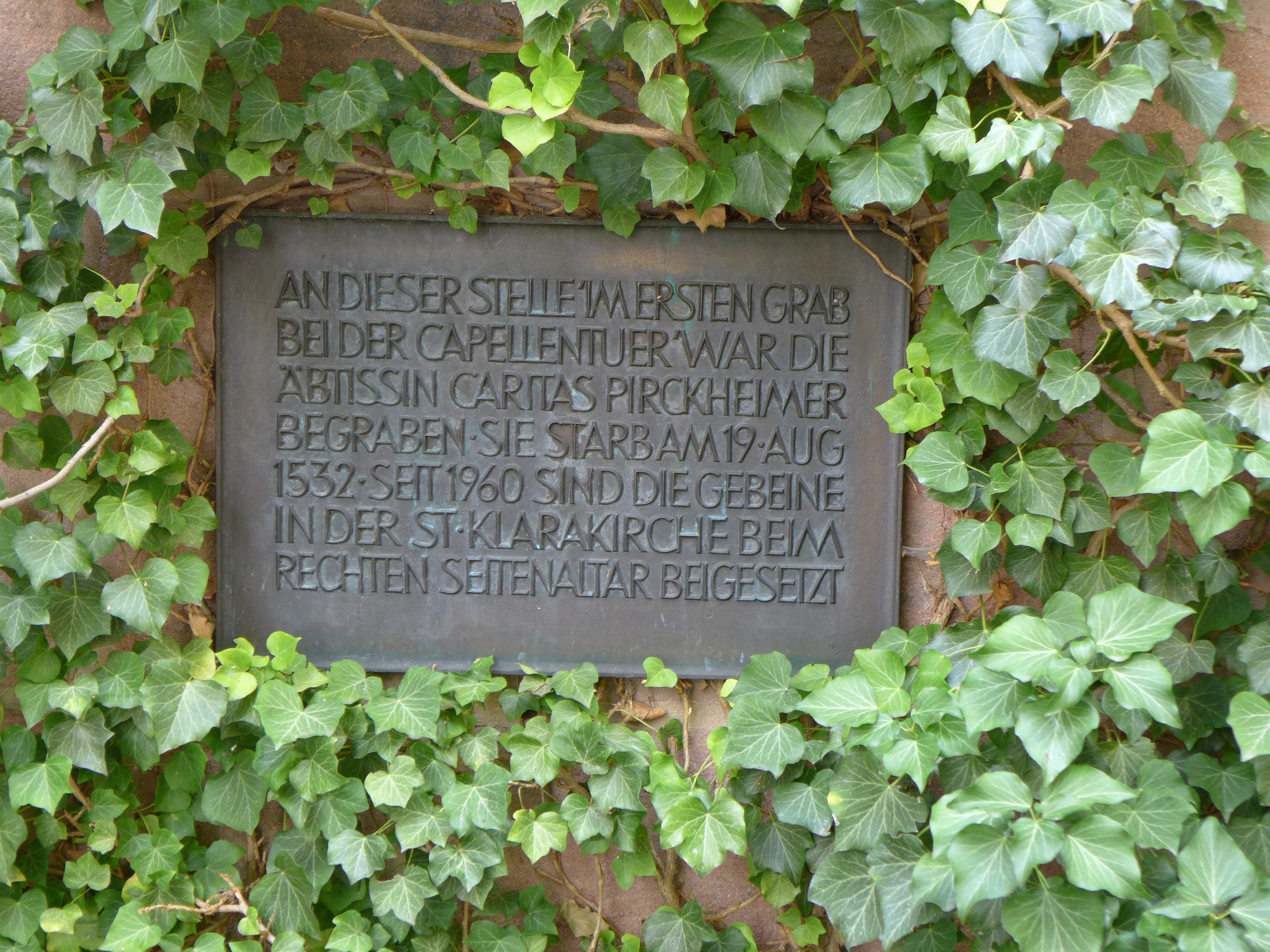
Gedenkplatte am ehemaligen Grab der Caritas Pirckheimer an der Westfront der Nürnberger Klarakirche

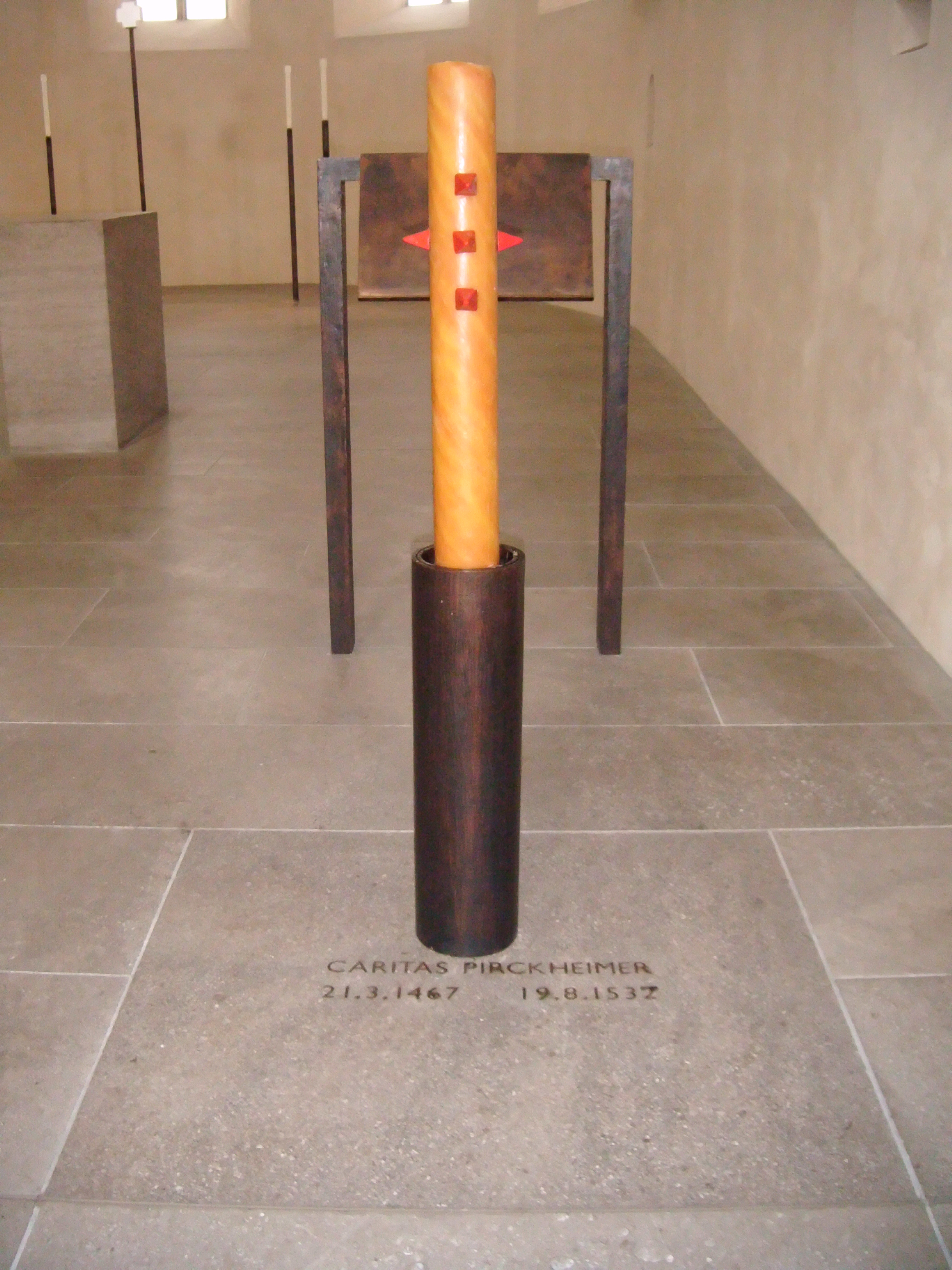
Aktuelle Grabstätte von Caritas Pirckheimer in der Apsis der Klarakirche

Da die Zahl der Katholiken in Nürnberg stark anstieg, ordnete der bayerische König Maximilian II. im Jahr 1854 an, dass das Gebäude wieder als katholisches Gotteshaus genutzt werden sollte. Die Klarakirche war damit nach der Frauenkirche (bereits ab 1810 katholisch), zu der sie fortan auch als Filialkirche gehörte, die zweite katholische Kirche in Nürnberg nach der Reformation. Die Weihe erfolgte nach dreijähriger Restaurierungs- und Umbauzeit am 13. Mai 1857.
Die Gebäude des Klarissenklosters wurden mit Ausnahme von Kirche und Silberturm um 1900 abgebrochen.
Bei einem Bombenangriff im Zweiten Weltkrieg am 16. März 1945 wurde das Gebäude schwer beschädigt und brannte bis auf den Chor, die Sakristei und die Langhausmauern aus. 1948 bis 1953 wurde die Kirche in ihrer vorherigen Gestalt wiederaufgebaut. Bei Grabungsarbeiten auf dem ehemaligen Friedhof des Klosters wurden 1959 die Gebeine von Caritas Pirckheimer gefunden, diese wurden im Chor der Kirche bestattet. 1965 wurde die Kirche im Zuge einer Renovierung nach den Ideen des Zweiten Vatikanischen Konzils gestaltet.
Der Jesuitenpater Georg Deichstetter leitete von 1947 bis 1951 die Marianische Kongregation, die in St. Klara ihr geistliches Zentrum hatte. In dieser Funktion sammelte er Geld für den Wiederaufbau der Kirche. 1961 wurde neben der Kirche das Caritas-Pirckheimer-Haus, ein Bildungs- und Tagungszentrum der Jesuiten eingeweiht. Daher übertrug man im Jahr 1979 das Kirchenrektorat an die Jesuiten, die mit der Kirche schon seit Ende des Zweiten Weltkriegs eng verbunden waren. 1985 übertrug das Caritas-Pirckheimer-Haus die Hauskapelle (Pirckheimerkapelle) in den ehemaligen unteren Nonnenchor, der heute die Eingangskapelle bildet.
Seit 1996 ist die Klarakirche Offene Kirche und Sitz der Katholischen City-Seelsorge Nürnberg. Verantwortlicher Seelsorger ist Pater Ansgar Wiedenhaus SJ.

### Umbau 2007
In den Jahren 2006 und 2007 wurde der Bau nach Plänen von Brückner & Brückner Architekten umgebaut.
Die Altarweihe durch den Bamberger Erzbischof Ludwig Schick erfolgte am 14. Dezember 2007. Bei der Baumaßnahme wurden unter anderem Volksaltar, Ambo sowie die Kirchenbänke ersetzt sowie die Heizung und die Fenster des Gebäudes erneuert. Ein neues Beleuchtungskonzept trägt den verschiedenen Verwendungszwecken des Kirchenraums Rechnung. Der Hauptaltar wurde mitsamt seinem Podest entfernt. Der Eingangsbereich und die Pirckheimerkapelle wurden komplett neu gestaltet. Die nach dem Zweiten Weltkrieg vermauerten Arkaden zwischen Pirckheimerkapelle und Langhaus wurden wieder geöffnet und dienen als Eingang ins Kirchenschiff. Während der Umbauarbeiten fanden die Gottesdienste und sonstigen Veranstaltungen der Offenen Kirche St. Klara in der nahe gelegenen evangelisch-reformierten Marthakirche sowie in der katholischen Kirche St. Elisabeth statt. Die evangelischen Gottesdienste der Marthakirche, welche durch einen Brandschaden am 5. Juni 2014 weitgehend zerstört worden war, fanden während der Zeit des Wiederaufbaus der Kirche in St. Klara statt.

## Baugestalt
Aufgrund der Umgestaltung in der ersten Hälfte des 15. Jahrhunderts stellt sich die Klarakirche dem Betrachter heute als gotisches Bauwerk dar. Aus der Entstehungszeit des Gotteshauses um 1270 sind jedoch auch romanische Elemente sichtbar, beispielsweise der Bogenlauf des Hauptportals und Reste des Dachgesimses. Außerdem sind noch einzelne romanische Rundbogenfenster erhalten. Die Gestaltung des Chores weist einige Parallelen zur Sebalduskirche auf, da hier wie dort Personal der Sebalder Bauhütte wirkte. Während die Außenmauern des Gebäudes aus Sandstein bestehen, kamen beim Bau der inneren Mauern Ziegel zum Einsatz. St. Klara hat damit eines der ältesten erhaltenen, datierbaren Ziegelmauerwerke in der Nürnberger Altstadt.
Bedingt durch seine ursprüngliche Funktion als Kirche eines Bettelordens ist das Gebäude in seiner baulichen Ausgestaltung schlicht gehalten, es hat keinen Kirchturm und nur ein einziges Kirchenschiff.

### Umfeld

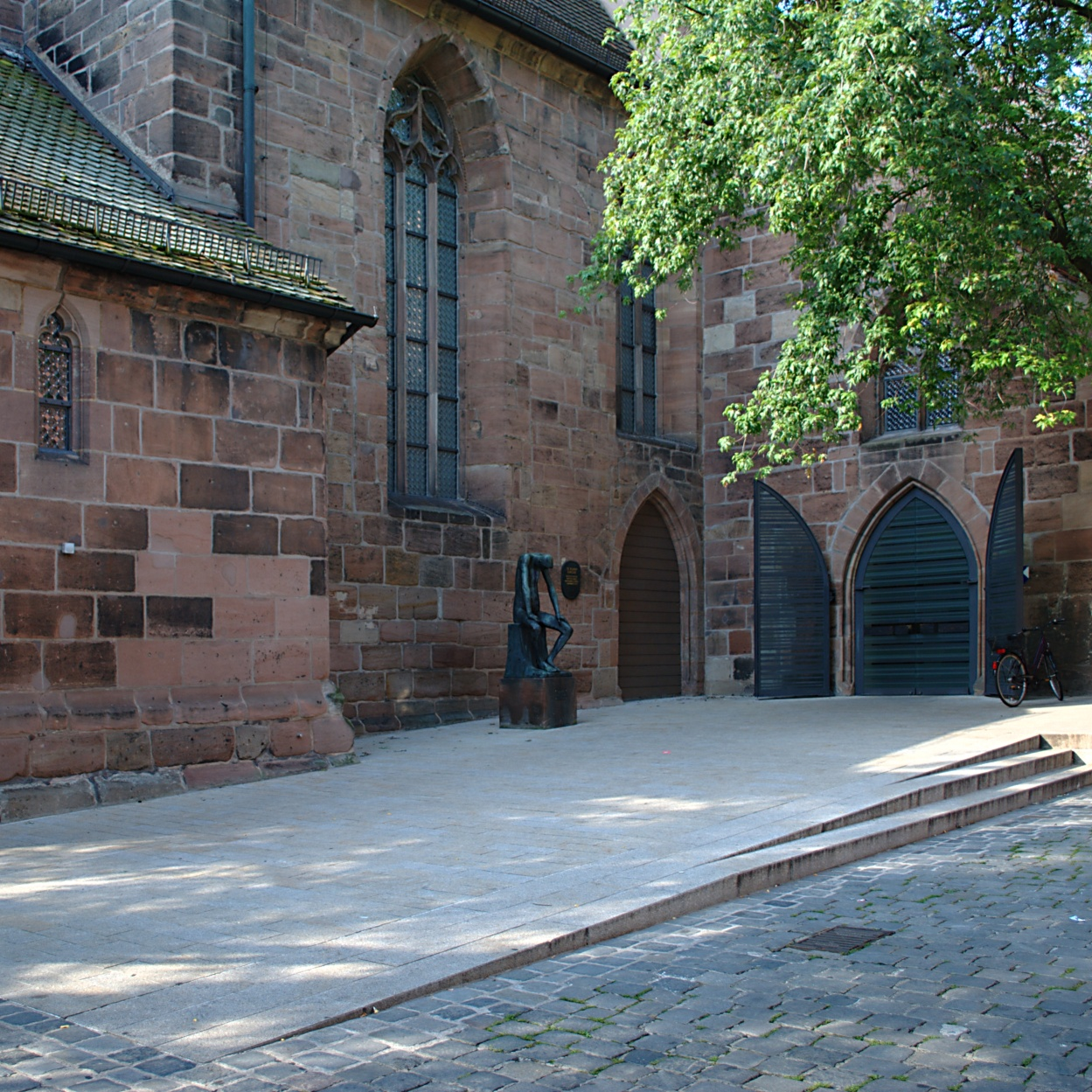
Der umgestaltete Vorplatz der Klarakirche; Rechts im Bild der Eingang in die Pirckheimerkapelle, links daneben der ehemalige Haupteingang

Der Eingangsbereich der Kirche wurde im Rahmen der Generalsanierung 2006/2007 umgestaltet. Bis zum Umbau betrat man die Kirche durch einen Eingang an der Nordseite des Langhauses; die Kapelle hatte separate Zugänge. Mit dem Umbau wurde der Eingangsbereich so gestaltet, wie er bereits in der Zeit bis 1945 angelegt war: Der Zugang an der Nordseite des Langhauses wurde geschlossen, neuer Haupteingang ist die Ostpforte der Pirckheimerkapelle. Der Vorplatz wurde mit einer Rampe versehen, um einen barrierefreien Zugang zu dem Gebäude zu ermöglichen. Auf dem Vorplatz steht die 1957 geschaffene Bronzeplastik Hiob von Gerhard Marcks.
An die Westfassade der Kirche schließt ein Innenhof mit überdachtem Umgang an, der an den Kreuzgang des Klosters erinnern soll. Als der Konvent der Klarissen noch bestand, lag hier der Friedhof, auf dem die Klosterschwestern begraben wurden. An diesen Friedhof erinnern Majuskelinschriften mit den Namen der Verstorbenen in den Steinen der Fassade nahe dem Westportal.

### Äußeres Erscheinungsbild
Die Fassade der Klarakirche ist schmucklos, sie wird einzig durch die Fenster sowie durch flache Strebepfeiler an den Ecken des Chorpolygons gegliedert.
Das Gebäude verfügt über ein einschiffiges Langhaus sowie einen eingezogenen Chor (d. h. der Chor ist weniger breit als das Kirchenschiff). An das Chorjoch schließt sich in nördlicher Richtung die Sakristei an. Nördlich des Langhauses befindet sich die Pirckheimerkapelle, die ebenso wie die Sakristei bei der Erweiterung in der ersten Hälfte des 15. Jahrhunderts entstanden ist. Chor und Langhaus haben ein gotisches Dachgesims aus dieser Zeit. An der Südwand lassen sich wenige Reste des früheren romanischen Gesimses ausmachen.
Das Bauwerk hat keinen Turm, sondern einen Dachreiter auf dem Westgiebel oberhalb des Hauptportals. Dieser stammt aus den Anfangszeiten der Kirche um 1270. Der Dachreiter trägt eine Glocke mit dem Schlagton es".
Die Kirche ist annähernd geostet.

### Innenraum

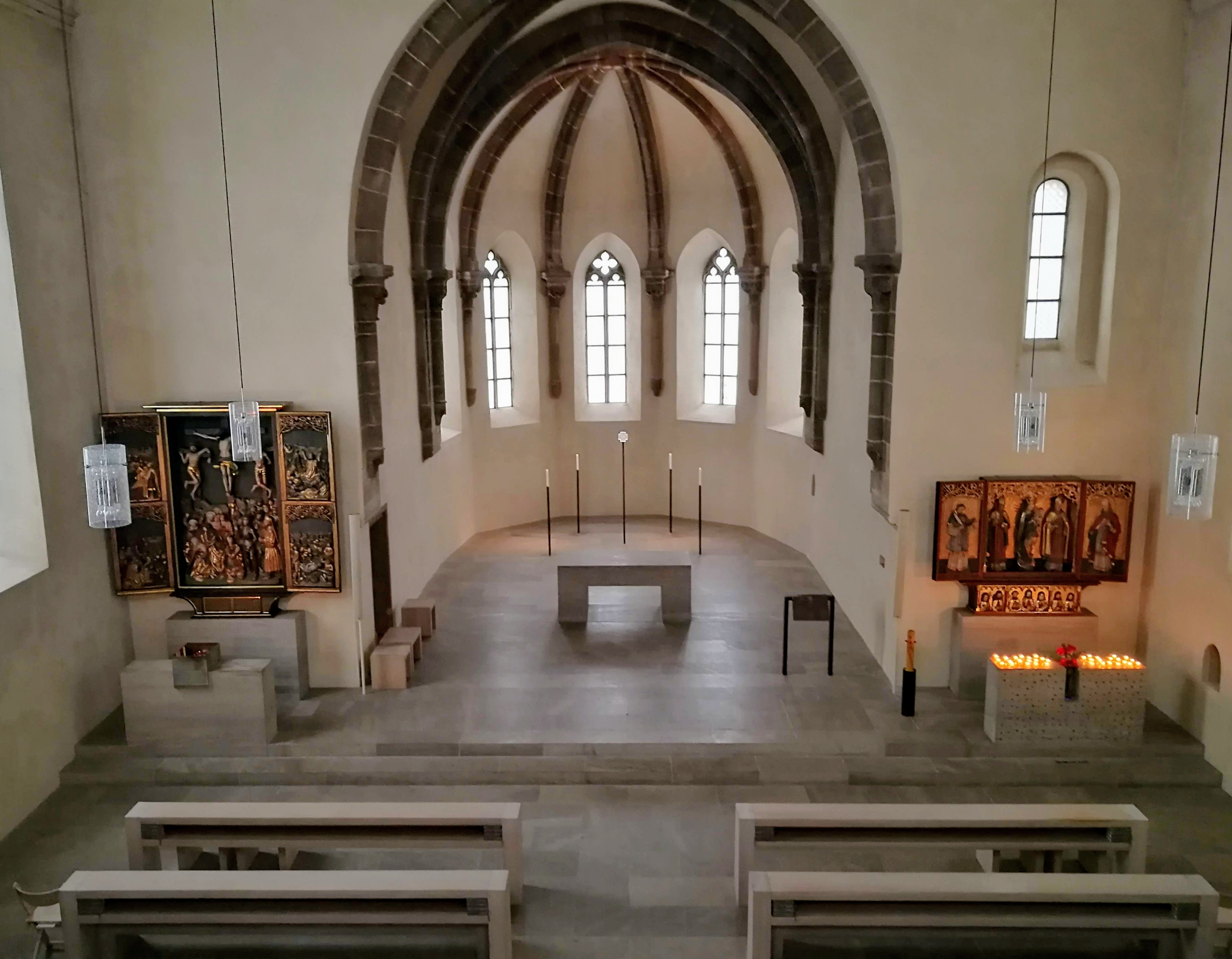
Innenraum, Ansicht von der Empore

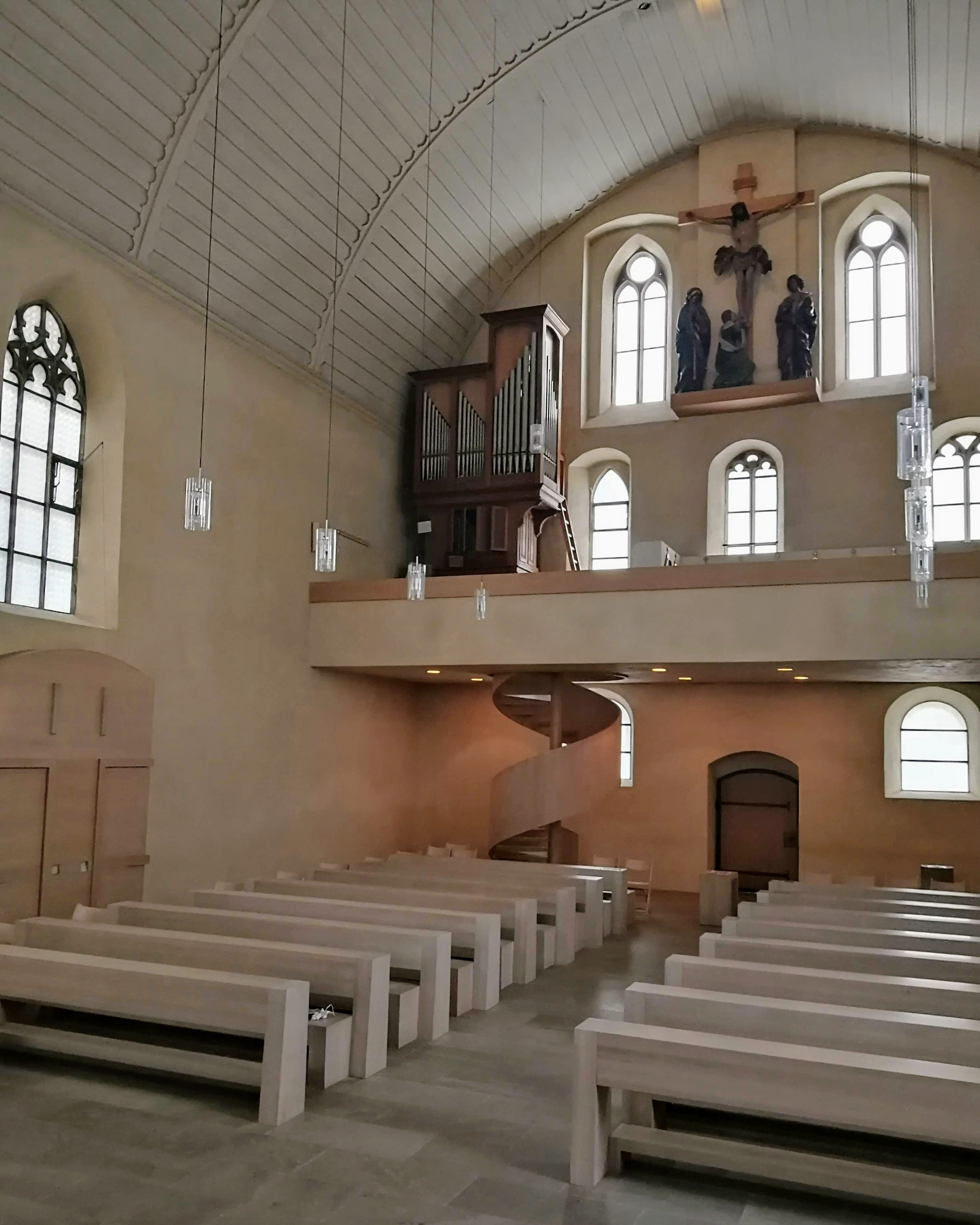
Blick zur Empore mit Orgel und Kreuzigungsgruppe

Das Langhaus der Kirche wird von einer Holztonne überwölbt. Über dem Chorjoch spannt sich ein Kreuzrippengewölbe. Der eingezogene Chor schließt nach Osten hin mit einem 5/10-Schluss ab. Der Schlussstein des Chorhauptes zeigt die früheste bekannte Nürnberger Lamm-Gottes-Darstellung. Auf dem Schlussstein des Chorjochs ist eine Rosette zu sehen.
Die Konsolen und Dienste im Chorjoch und Chorschluss sind mit stilisiertem Blattwerk verziert, was als Beweis für die Mitwirkung von Handwerkern aus der Bauhütte der Sebalduskirche angesehen wird.
Das Gebäude ist seit dem letzten Umbau im Inneren hell gehalten; die dunklen Kirchenbänke wurden gegen solche aus hellem Eichenholz ersetzt, aus demselben Material besteht auch die Wendeltreppe, die auf die Empore führt. Auch die Holztonne hat seither einen hellen Anstrich.

### Pirckheimerkapelle

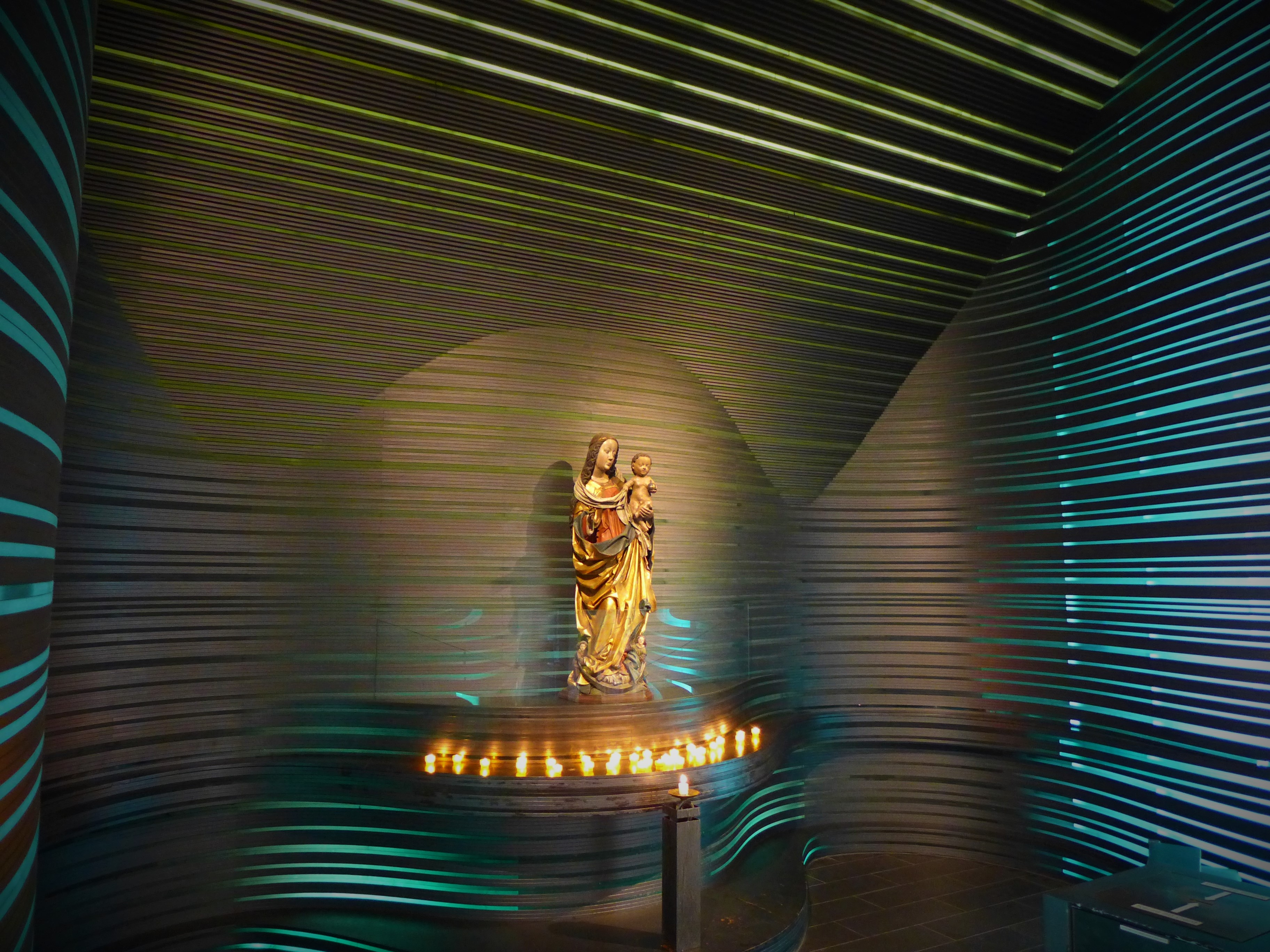
Moderner „Marienaltar“ in der Pirckheimerkapelle der Nürnberger Klarakirche aus geschichteten Glasplatten

Die Kapelle entstand als Nachfolger des unteren Teils des Nonnenchores Anfang des 15. Jahrhunderts und wurde ebenso wie der neu gebaute obere Nonnenchor im Jahr 1428 vom Bamberger Bischof Friedrich III. von Aufseß geweiht. Wie das Langhaus wird auch sie von einer Holztonne überwölbt. Sie ist mit einem Schleppdach versehen. Zwei Arkaden verbinden sie im Inneren mit dem Kirchenschiff. Ursprünglich waren diese Arkaden mit einem Sichtschutz versehen, damit die zur Klausur gehörende Kapelle vom allgemein zugänglichen Langhaus aus nicht einsehbar war. Im späteren Verlauf wurden die Arkaden geöffnet. Beim Wiederaufbau nach dem Zweiten Weltkrieg vermauerte man die Bögen.
Im Zuge der Renovierung der Kirche in den Jahren 2006 und 2007 wurde die Pirckheimerkapelle zur „Eingangskapelle“ umfunktioniert, über die man den Kirchenraum betritt. Der Osteingang der Kapelle ist jetzt Haupteingang des Gebäudes, die Arkaden zwischen Kapelle und Langhaus wurden wieder geöffnet, um den Zugang zur Kirche zu ermöglichen. Ebenfalls im Zuge der Renovierungsarbeiten wurde der Innenraum der Kapelle umgestaltet, aus Glas- und Holzelementen wurde eine „Grotte“ gebaut, in deren Zentrum eine Madonnenstatue steht.

### Sakristei
Die Sakristei der Klarakirche wurde im Jahr 1434 fertiggestellt und von Bamberger Weihbischof Hermann geweiht. Sie ist ein rechteckiger Quaderbau mit Pultdach. Den Innenraum überspannt ein Kreuzgewölbe. Auf dem Schlussstein des Gewölbes ist die heilige Klara dargestellt.
In der Sakristei befand sich ursprünglich ein dem Erzengel Michael, allen Heiligen, allen Engeln und den Armen Seelen geweihter Altar. Dies lässt den Schluss zu, dass der Raum wohl ursprünglich für die Totenmessen der Laien verwendet wurde, die auf dem östlich des Chores gelegenen Kirchhof der Klarakirche bestattet wurden.

## Kunstwerke
Von der ursprünglichen Innenausstattung aus vorreformatorischer Zeit befindet sich einzig die im Folgenden beschriebene Kreuzigungsgruppe noch in der Kirche. Das Germanische Nationalmuseum besitzt einige aus St. Klara stammende Bildtafeln aus dem 14. Jahrhundert, darüber hinaus sind keine weiteren Ausstattungsgegenstände aus dieser Zeit mehr vorhanden. Die beiden Seitenaltäre sowie die Mondsichelmadonna kamen erst zur Wiedereinweihung im Jahr 1857 in die Kirche; sie standen vorher an anderen Orten.

### Schnitzereien

#### Kreuzigungsgruppe
In der Kirche befindet sich eine überlebensgroße geschnitzte Kreuzigungsgruppe, die vom Nürnberger Bildhauer und Holzschnitzer Veit Wirsberger um 1510 geschaffen wurde. Neben dem gekreuzigten Jesus Christus und der Gottesmutter Maria sowie dem Lieblingsjünger Johannes wird auch die am Fuß des Kreuzes kniende Maria Magdalena gezeigt. Unter ihrem Knie ist ein Schädel zu sehen. Gemäß verschiedenen frühchristlichen Schriften sollen die Gebeine des Adam auf Golgota bestattet sein, deswegen taucht der Schädel als Symbol der Sünde, die durch den Tod Jesu überwunden ist, oftmals in derartigen Darstellungen auf.

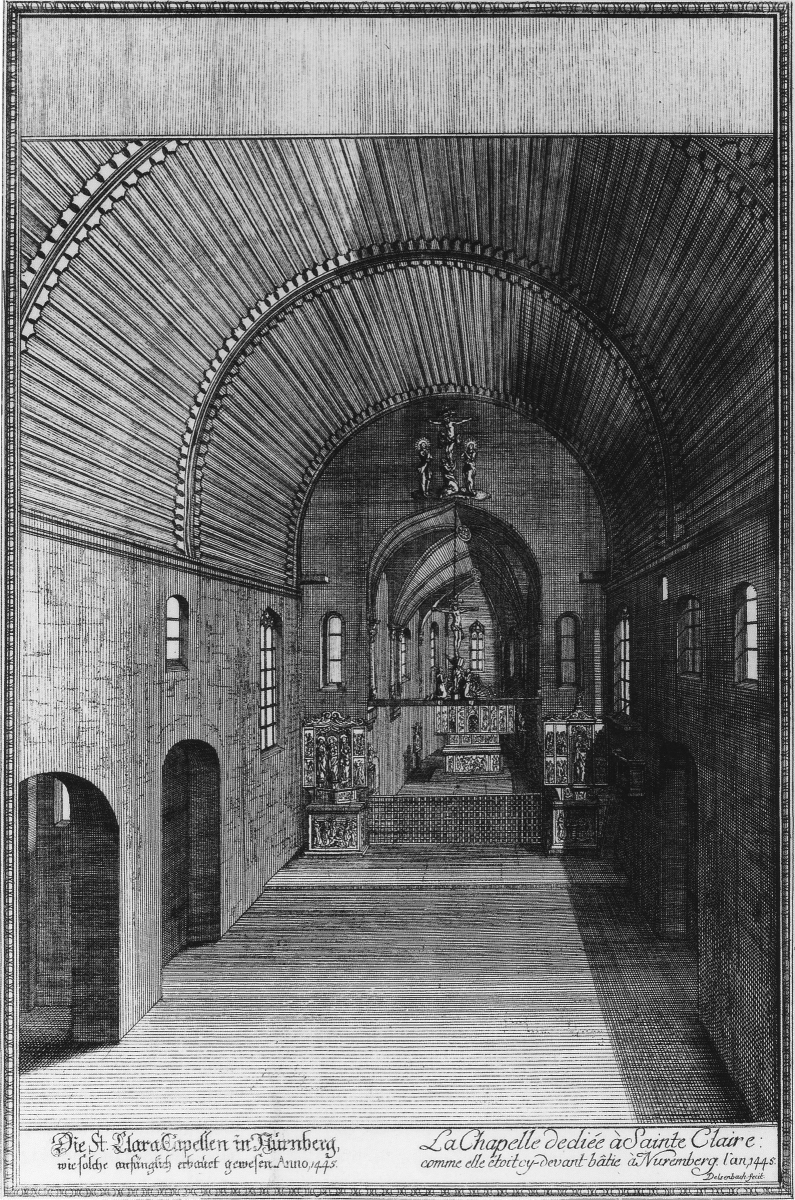
Der Innenraum der Klarakirche. Kupferstich von J.A. Delsenbach, um 1725

Ein Kupferstich von Johann Adam Delsenbach aus dem 18. Jahrhundert zeigt die Kreuzigungsgruppe an der Ostwand des Langhauses über dem Triumphbogen zwischen Langhaus und Chor. Dieser Standort war wohl nicht der ursprüngliche; aufgrund der Größe der Figuren sowie deren auf leichte Untersicht ausgelegten Proportionen geht man davon aus, dass die Kreuzigungsgruppe zunächst auf einem in den Triumphbogen eingezogenen Balken stand. Vor der umfassenden Sanierung in den Jahren 2006 und 2007 war sie an der Südseite des Kirchenschiffs befestigt, mittlerweile befindet sie sich über der Empore an der westlichen Wand des Gebäudes.

#### Mondsichelmadonna
Im Zentrum der neugestalteten Caritas-Pirckheimer-Kapelle steht eine hölzerne Mondsichelmadonna, die Ende des 15. Jahrhunderts entstanden ist. Die Gottesmutter hält das Kind in ihrem Arm, während dieses nach ihrem Gewand greift. Der Saum von Mariens Gewand wird von zwei Engeln gehalten und sie steht auf einer Mondsichel. Diese Darstellung der Gottesmutter leitet sich aus der Offenbarung des Johannes ab (Offb 12,1 ).
Die Statue stammt vermutlich aus der Gegend von Neumarkt in der Oberpfalz und kam 1857 in die Kirche. Bis zum Zweiten Weltkrieg war sie Teil eines neugotischen Retabels am linken Seitenaltar, danach war sie bis 2006 an der Südwand des Chores angebracht.

### Malereien

#### Kreuzweg
Die Kirche besitzt einen Kreuzweg mit 14 Stationen von Martin von Feuerstein aus dem Jahr 1929. Seit 2008 war dieser jedoch nicht mehr dauerhaft zu sehen, sondern wurde nur noch während der österlichen Bußzeit ausgestellt. Momentan sind die Kreuzwegstationen auf der Empore aufgehängt. Vorher waren die Gemälde umlaufend an den Wänden des Langhauses angebracht. Die Ölgemälde in achteckigen vergoldeten Rahmen im Nachklang der Nazarener zeigen einen blauäugigen, dornengekrönten Christus, dessen schöne Gestalt im Laufe der Leidensgeschichte zunehmend entstellt wird.

#### Fresken
Bei den Renovierungsarbeiten wurden im Frühjahr 2007 an der Nordseite des Chores Reste eines Freskos gefunden, das die Vision des Propheten Ezechiel von der Auferstehung der Toten zeigt (Ez 37,1-14 ). Der Entstehungszeitpunkt dieses Gemäldes ist unklar; es ist jedoch davon auszugehen, dass es geschaffen wurde, als die Kirche bereits evangelisch war, da die Ezechiel-Vision ein beliebtes Motiv in protestantischen Kirchen war. Diese Datierung wird außerdem durch die Einschätzung von Wissenschaftlern des Germanischen Nationalmuseums gestützt; danach diente ein Kupferstich des niederländischen Malers Marten de Vos aus dem Jahr 1578 als Vorlage für das Fresko.
Da das Werk aufgrund der fortgeschrittenen Zerstörung nicht mehr rekonstruierbar war, wurde es nach Analyse und Dokumentation mit einer schützenden Putzschicht versehen, so dass es nicht mehr sichtbar ist.
Christoph Gottlieb von Murr erwähnt in der Beschreibung der Reichsstadt Nürnberg aus dem Jahr 1778 neben diesem Fresko noch ein weiteres an der Südwand des Chores. Von diesem ist allerdings heute nichts mehr erhalten.

### Altäre

#### Linker Seitenaltar: Kreuzaltar

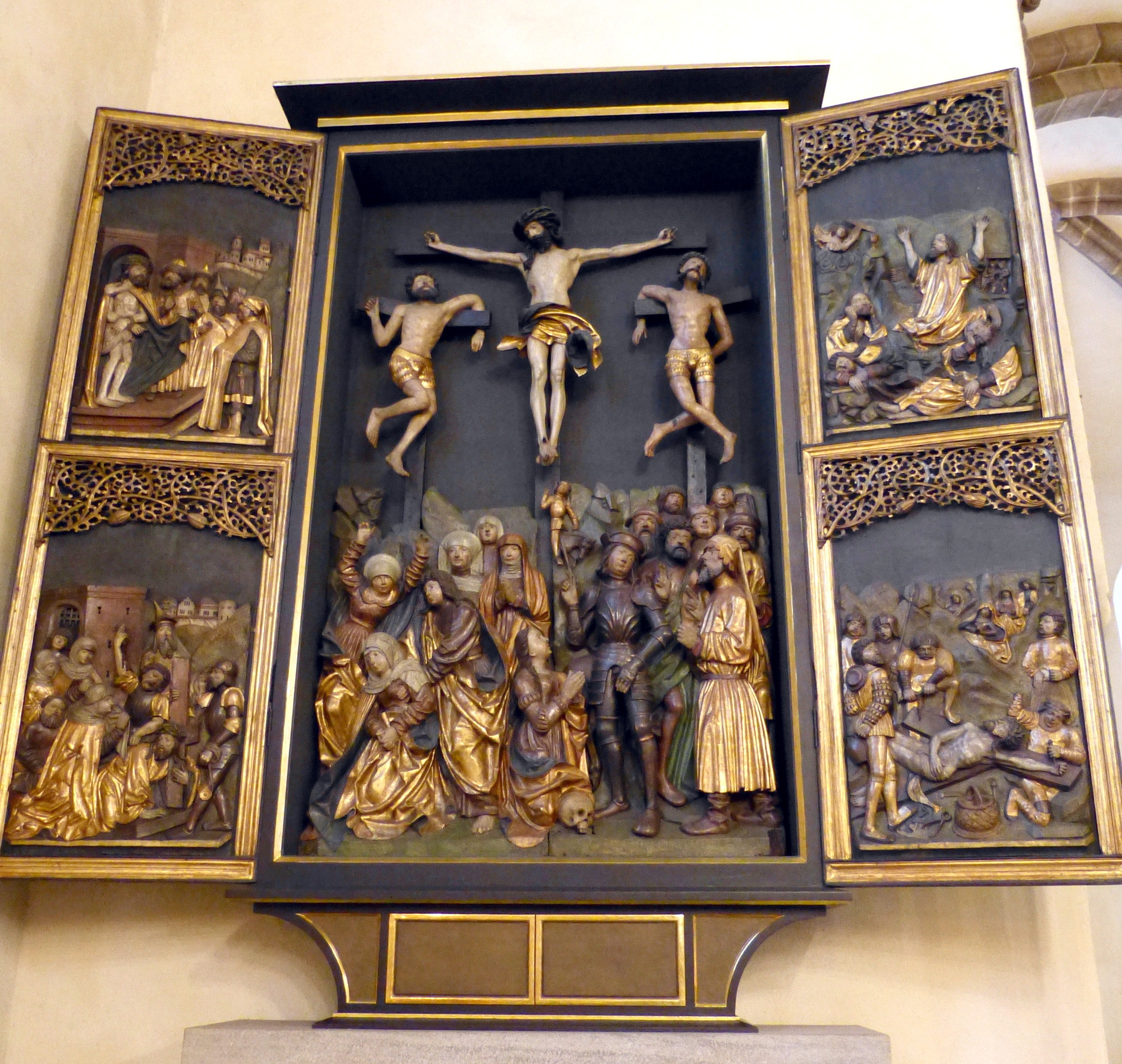
Linker Seitenaltar

Der Kreuzaltar entstand im Jahr 1517, diese Datierung wird durch zwei Inschriften mit dieser Jahreszahl gestützt, die sich in den Bildern auf der Innenseite der Altarflügel finden. Er stammt aus Neumarkt in der Oberpfalz; dort stand er zuletzt in der Hofkirche. Im Jahr 1857 stiftete der bayerische König Maximilian II. den Altar für die nach der Profanierung wiedereröffnete Klarakirche und ließ ihn nach Nürnberg schaffen.
Beim Kreuzaltar handelt es sich um einen Flügelaltar in Form eines Triptychons. Im Mittelschrein sind Christus und die beiden Schächer am Kreuz dargestellt. Im Gegensatz zu den schmerzverzerrten Körpern der anderen beiden Delinquenten strahlt die Darstellung des gekreuzigten Christus Ruhe und Würde aus. Zu Füßen des Kreuzes finden sich neben dem Lieblingsjünger Johannes und der Gottesmutter Maria auch Maria Magdalena (die genau wie in der Kreuzigungsgruppe auf dem Schädel des Adam kniet) sowie ein römischer Hauptmann, Hohepriester und Schriftgelehrte. Der ursprüngliche Mittelschrein ging im Zweiten Weltkrieg verloren, im Jahr 1984 wurde ein Ersatz gefertigt, in dem die historischen Figuren Platz fanden.
Wer die Figuren des Altarschreins geschaffen hat, ist nicht bekannt. Der Künstler hat unter dem Notnamen „Meister des Kreuzaltars der Nürnberger Klarakirche“ Eingang in die Kunstgeschichte gefunden. Man lokalisiert ihn im Umfeld von Veit Stoß.
Auf den Innenseiten der beiden Altarflügel sind je zwei Reliefdarstellungen des Leidensweges Christi zu finden. Rechts oben ist eine Szene aus dem Garten Getsemani (Mt 26,36-56 ) mit schlafenden Jüngern und dem zu Gott flehenden Jesus dargestellt. Links oben findet sich eine Ecce-homo-Darstellung vor der Kulisse einer Stadt. Links unten hat der Künstler den Fall Jesu unter dem Kreuz sowie Veronika, die ihm das Schweißtuch reicht, dargestellt. Rechts unten schließlich wird gezeigt, wie Jesus ans Kreuz geschlagen wird.
Die Außenseiten der Altarflügel wurden von einem Schüler von Albrecht Dürer bemalt. Ursprünglich ging man davon aus, dass Hans Springinklee sie schuf, neuere Analysen nennen Wolf Traut als Maler. Bei der Motivwahl für die vier Bilder orientierte sich der Künstler an Dürers Passionszyklus. Das linke obere Bild zeigt den Einzug Jesu in Jerusalem (Joh 12,13-15 ). Rechts oben wird das Letzte Abendmahl dargestellt, rechts unten die Kreuzabnahme Christi und schließlich links unten die Beweinung Christi.

#### Rechter Seitenaltar: Marienaltar

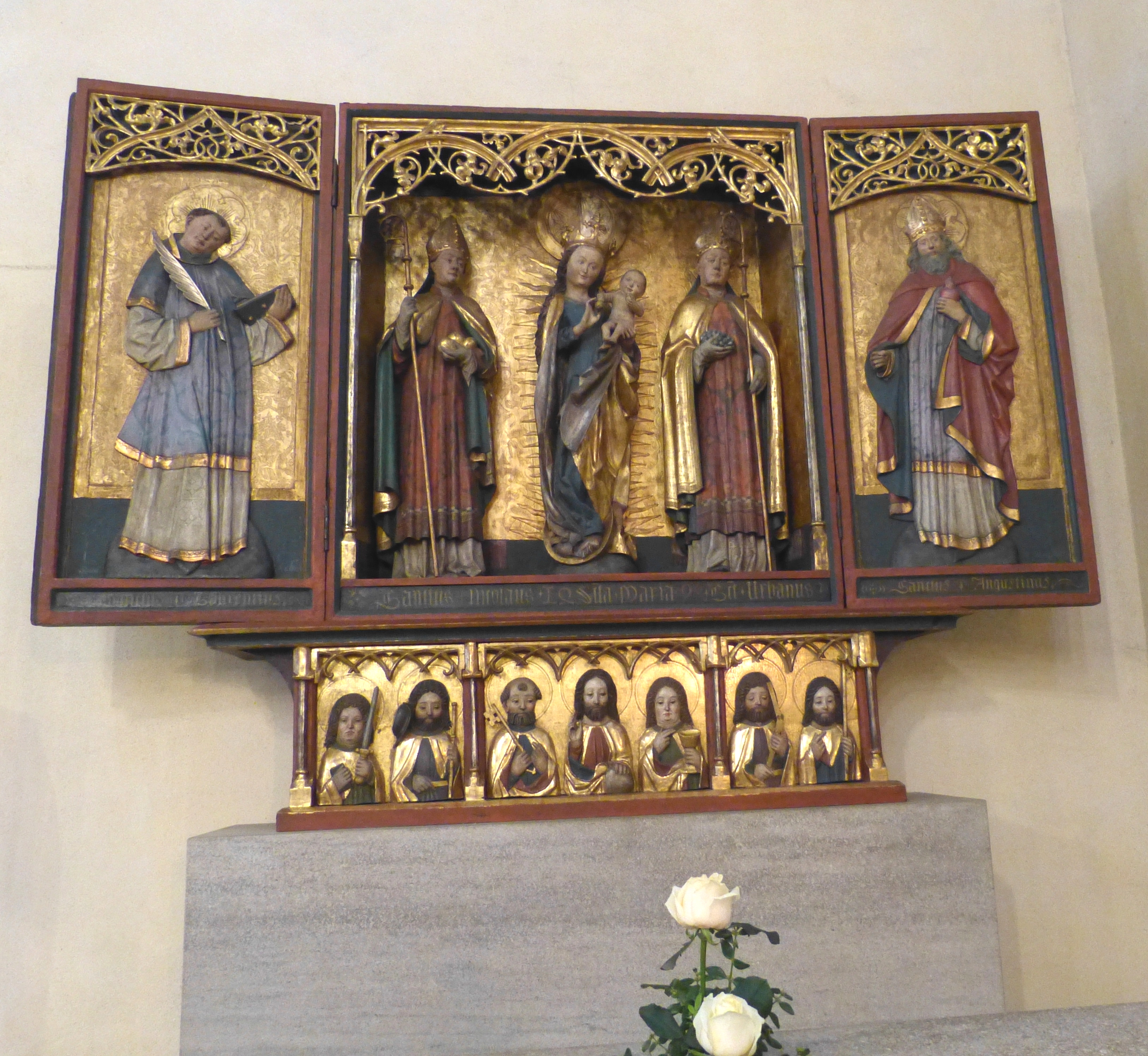
Rechter Seitenaltar

Der Marienaltar ist ebenso wie der Kreuzaltar ein Triptychon. Seine einzelnen Teile entstanden in verschiedenen Jahrhunderten und wurden von verschiedenen Künstlern gefertigt. Die Namen seiner Erschaffer sind nicht bekannt.
Der Altarschrein selbst zeigt in der Mitte die Gottesmutter Maria mit Krone, im Strahlenkranz auf einer Mondsichel stehend, mit dem Jesuskind im linken Arm. Vom Betrachter aus gesehen links neben Maria ist der heilige Nikolaus von Myra dargestellt. Er trägt Bischofskleidung und hält einen Bischofsstab in der Rechten. In der Linken hält er drei Kugeln; ein Attribut, mit dem er häufig dargestellt wird. Rechts neben der Gottesmutter eine Darstellung des heiligen Papstes Urban I. Dieser wurde seit dem 15. Jahrhundert als Patron der Winzer verehrt und trägt deswegen als Attribut eine Weintraube in seiner rechten Hand. Auch er ist im Bischofsornat dargestellt.
Der Altarschrein wird auf die Zeit um 1500 datiert.
Die Innenseiten der Altarflügel wurden Ende des 19. Jahrhunderts gestaltet, sie zeigen links den heiligen Laurentius von Rom, der ein Buch und eine Märtyrerpalme in der Hand hält. Rechts ist der Kirchenvater Augustinus von Hippo zu sehen.
Die Außenseiten der Flügel zeigen ein Bildnis der Verkündigung Mariens (Lk 1,26-38 ). Das Gemälde wird auf ca. 1522 datiert, sein Erschaffer ist ebenfalls nicht bekannt.
Die Predella des Altares entstand gegen Ende des 15. Jahrhunderts und zeigt Christus, der von sechs Aposteln umgeben ist, namentlich Paulus, Jakobus der Ältere, Petrus, Johannes, Andreas und Jakobus der Jüngere.

## Orgel

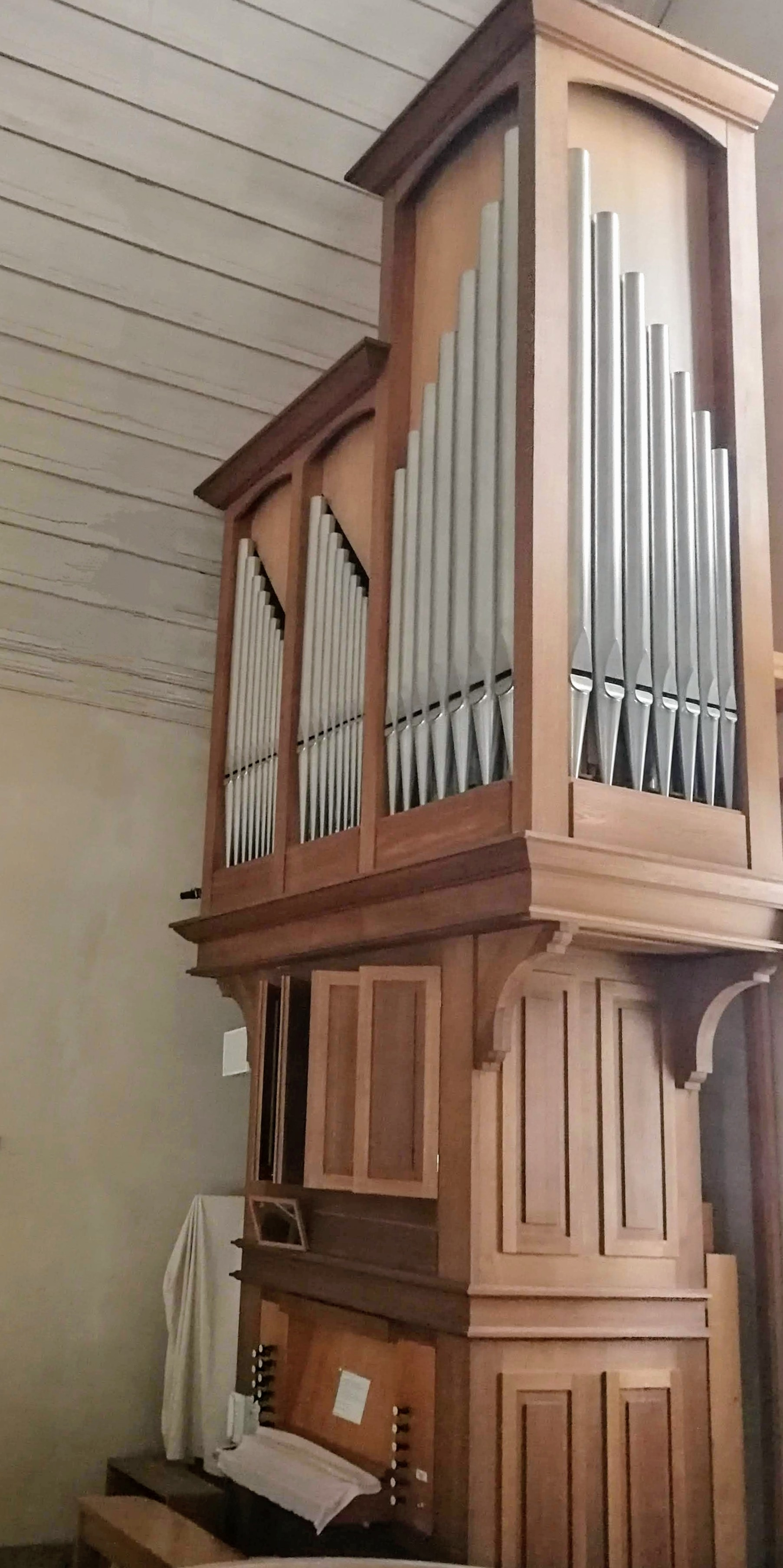
Orgel

Die Orgel stammt aus dem Jahr 1986 und wurde von Georg Jann erbaut. Die Schleifladen-Orgel hat 15 Register, verteilt auf zwei Manuale und Pedal. Die Disposition lautet:
| I Hauptwerk C–g3 |               |    |
| 1.               | Prinzipal     | 8′ |
| 2.               | Rohrflöte     | 8′ |
| 3.               | Spitzgamba    | 8′ |
| 4.               | Oktave        | 4′ |
| 5.               | Mixtur III-IV |    |
| 6.               | Trompete      | 8′ |

| II Positiv C–g3 |             |       |
| 7.              | Holzgedackt | 8′    |
| 8.              | Blockflöte  | 4′    |
| 9.              | Sesquialter | 2 ⁄3′ |
| 10.             | Prinzipal   | 2′    |
| 11.             | Dulzian     | 8′    |
|                 | Tremulant   |       |

| Pedal C–f1 |           |     |
| 12.        | Subbaß    | 16′ |
| 13.        | Oktavbaß  | 8′  |
| 14.        | Rohrbaß   | 8′  |
| 15.        | Choralbaß | 4′  |

- Koppeln: II/I, I/P, II/P

## Die Kirche heute

### Offene Kirche St. Klara
Die Klarakirche ist seit 1996 „Offene Kirche“. Sie hat keine feste Kirchengemeinde, sondern richtet ihr Angebot an alle Interessierten, unabhängig von deren Glauben. Neben Gottesdiensten und Segensfeiern finden in der Meditationskirche auch Vorträge und Seminare sowie ein reichhaltiges Kulturprogramm mit Theater, Musik, Tanz und Ausstellungen statt. Gemäß eigenem Selbstverständnis will man „dezent, aber deutlich mit christlicher Spiritualität vertraut machen. Verantwortet wird das Angebot von Pater Ansgar Wiedenhaus SJ und einem katholischen Pastoralreferenten.“

### Weitere Nutzung
In der Klarakirche feiert die spanischsprachige Kirchengemeinde Nürnbergs ihre Gottesdienste. Das Gotteshaus bildet gemeinsam mit anderen Einrichtungen in seiner unmittelbaren Umgebung ein Zentrum des Jesuitenordens in Nürnberg: An den westlich von der Kirche gelegenen Innenhof schließen das Caritas-Pirckheimer-Haus sowie die Räume der Katholischen Hochschulgemeinde an. Beide Einrichtungen werden von Jesuiten betreut. Auch die Missionsprokur der deutschen Jesuiten ist hier zu finden.
Das denkmalgeschützte Kirchengebäude gehört dem Freistaat Bayern und ist Station auf der Historischen Meile Nürnberg.